# برهماسترا: قسمت اول – شیوا
برهماسترا: قسمت اول – شیوا (انگلیسی: Brahmāstra: Part One – Shiva) فیلمی هندی در ژانر فانتزی و ماجراجویی به کارگردانی آیان موکرجی است که در سال ۲۰۲۲ منتشر شد. این فیلم با بازی آمیتاب باچان، رانبیر کاپور، آلیا بات، آکینی ناگرجونا، شاهرخ خان، دیمپل کاپادیا و مونی روی ساخته شده‌است. این فیلم به پرفروش‌ترین فیلم هندی در سال ۲۰۲۲ تبدیل شد و توجه منتقدان خارجی را به همراه داشت. جلوه‌های بصری، سکانس‌های اکشن، مورد تحسین منتقدان جهانی قرار گرفت.
این فیلم به عنوان اولین قسمت از یک سه‌گانه برنامه‌ریزی شده تا بخشی از یک جهان سینمایی با عنوان «آستراورس» باشد. این فیلم که از داستان‌های اساطیر هندو الهام می‌گیرد، شیوا، یتیمی با قدرت‌های پیروکینزیس (توانایی کنترل، روشن و خاموش کردن آتش با استفاده از قدرت ذهن) را دنبال می‌کند که متوجه می‌شود او یک آسترا است، سلاحی با انرژی عظیم. او تلاش می‌کند تا از قوی‌ترین آسترها، یعنی برهماسترا جلوگیری کند، از افتادن به دست نیروهای تاریکی که با او تاریخ مشترکی دارند.
این فیلم اولین بار توسط موکرجی در سال ۲۰۱۱ طراحی شد و عناصر اصلی آن الهام گرفته از تاریخ هند و داستان‌هایی بود که او در دوران کودکی خود شنید. توسعه آن برای اولین بار در ژوئیه ۲۰۱۴ با انتشار برنامه‌ریزی شده برای سال ۲۰۱۶ فاش شد، اما اعلام رسمی آن توسط جوهر در اکتبر ۲۰۱۷ انجام شد. این فیلم که ابتدا اژدها نام داشت، همچنین نشان داد که نام فیلم برهماسترا و دو دنباله خواهد بود. عکاسی اصلی به مدت پنج سال از فوریه ۲۰۱۸ تا مارس ۲۰۲۲ به طول انجامید و مکان‌های فیلمبرداری شامل بلغارستان، لندن، نیویورک، ادینبورگ، تایلند، مانالی، بمبئی و بنارس بود. تولید و اکران فیلم بارها به تعویق افتاد، ابتدا به دلیل تأخیر در تولید و محدودیت‌های پولی، و بعداً به دلیل همه‌گیری ویروس کووید ۱۹. موسیقی متن فیلم توسط سایمون فرانگلن ساخته شده‌است.

## داستان
در هند باستان، گروهی از حکیمان در هیمالیا با انرژی براهم-شاکتی برخورد می‌کنند که سلاح‌های آسمانی زیادی به نام آسترا تولید می‌کند. قوی‌ترین آنها، برهماسترا، توانایی نابود کردن جهان را دارد. حکیمان از آستراهای مربوطه خود برای رام کردن برهماسترای ناپایدار استفاده می‌کنند و به برهمانش تبدیل می‌شوند، جامعه ای مخفی برای محافظت از جهان در برابر قدرت‌های آستراها.
در بمبئی امروزی، شیوا، یک دیسک جوکی (با بازی رانبیر کاپور)، در نگاه اول عاشق ایشا چاترجی (با بازی آلیا بات)، ساکن لندن می‌شود که برای جشنواره دورگا پوجا در پانل پدربزرگش به هند سفر کرده‌است. . به زودی، ایشا متقابلاً و احساسات خود را نسبت به شیوا ابراز می‌کند. شیوا به او می‌گوید که او یتیمی است که هرگز پدرش را نشناخت و مادرش در کودکی در آتش‌سوزی جان باخت. در همین حال، در دهلی، دانشمند و عضو برهمانش، موهان بهارگاو (با بازی شاهرخ خان) مورد حمله زور و رافتر برای قطعه ای از برهماسترا قرار می‌گیرد. او محافظت می‌کند. موهان با استفاده از واناراسترا مبارزه می‌کند، اما در نهایت توسط جونون که برای دِو مرموز کار می‌کند، تسلیم می‌شود. موهان در اختیار جونون فاش می‌کند که دومین قطعه برهماسترا توسط هنرمند و باستان‌شناس به نام آنیش شتی در کاشی محافظت می‌شود. موهان قبل از اینکه بتواند مکان فعلی و گورو برهمانش (اشرام) را فاش کند، خود را از بالکن بیرون می‌اندازد و در ادامه…

## بازیگران
- آمیتاب باچان در نقش گوروجی
- رانبیر کاپور در نقش شیوا
- آلیا بهات در نقش ایشا
- دیمپل کاپادیا در نقش سرسوتی
- آکینی ناگرجونا در نقش ویشنو
- مونی روی در نقش منفی جنون
- ویشال کاروال در نقش پسر برهما
- پریال گور در نقش دوست تارا
- ویشال سینگ در نقش ماهش
- شاهرخ خان (حضورافتخاری)

## تولید
کاران جوهر تهیه‌کننده مشهور بالیوود اعلام کرد این فیلم در ژانر فانتزی تولید می‌شود.
فیلمبرداری این پروژه از ۱۵ اکتبر ۲۰۱۷ آغاز شد و برای اکران در ۱۵ اوت ۲۰۱۹ آماده خواهد شد. پیش تولید این فیلم در ژانویه سال ۲۰۱۸ آغاز شد. فوتوگرافی این فیلم در فوریه سال ۲۰۱۸ آغاز شد.

## فیلمبرداری
فیلمبرداری اصلی در ۲۴ فوریه ۲۰۱۸ آغاز شد. اولین برنامه فیلم در ۲۴ مارس ۲۰۱۸ در بلغارستان به پایان رسید. برنامه دوم فیلمبرداری در کشور مذکور ادامه یافت و سپس لندن در ۸ ژوئیه ۲۰۱۸، در نیویورک در اواخر جولای، و سپس در پایان ماه به بلغارستان بازگشت. تیراندازی گسترده در ۱ فوریه ۲۰۱۹ در ادینبورگ، اسکاتلند آغاز شد برنامه ۲۰ روزه در قلعه رامناگار و قلعه چت سینگ دربنارس در ۳۰ ژوئیه ۲۰۱۹. فیلمبرداری در مارس ۲۰۲۰ به دلیل همه‌گیری کووید-۱۹ (COVID-19) متوقف شد، و بعداً در نوامبر ۲۰۲۰ از سر گرفته شد. فیلم‌برداری در ۲۹ مارس ۲۰۲۲ در بنارس به پایان رسید.

### بودجه
گزارش شده‌است که بودجه تولید این فیلم ۴۱۰ کرور (۵۱ میلیون دلار آمریکا) است که آن را به یکی از گران‌ترین فیلم‌های هندی و گران‌ترین فیلم هندی تاریخ در زمان اکران تبدیل می‌کند. با این حال، رانبیر کاپور بازیگر نقش اول بعداً توضیح داد که بودجه گزارش شده برای تولید هر سه قسمت اصلی فرنچایز بوده‌است و دارایی‌های ساخته شده در طول تولید فیلم اول در قسمت‌های بعدی مورد استفاده قرار خواهند گرفت.

## بازخورد

### فروش گیشه
برهماسترا: قسمت اول - شیوا ۳۲۰ کرور روپیه (۴۰ میلیون دلار آمریکا) در هند و ۱۱۱ کرور روپیه (۱۴ میلیون دلار آمریکا) در خارج از کشور به دست آورده‌است که در کل جهان ۴۳۱ کرور (۵۴ میلیون دلار آمریکا) است. در ایالات متحده و کانادا، این فیلم ۴٫۵ میلیون دلار از ۸۱۰ سینما در آخر هفته افتتاحیه خود به دست آورد. با درآمد ۱۸۹ کرور روپیه به زبان هندی و ۲۱۳ کرور روپیه در کل جهان در اولین آخر هفته اکران، این فیلم به عنوان پردرآمدترین فیلم هندی خارج از کشور از زمان همه‌گیری کووید ۱۹ ظاهر شد. همچنین بالاترین آخر هفته داخلی را برای یک فیلم هندی اصلی و دومین آخر هفته را برای فیلمی با نمایش به زبان هندی پس از کی.جی.اف: بخش ۲ داشت.

### پاسخ انتقادی
برهماسترا: قسمت اول - شیوا، نقدهای متفاوتی از منتقدان دریافت کرد، با تمجید از جلوه‌های بصری، امتیاز، سکانس‌های اکشن و نقد داستان، نوشتن و دیالوگ.
وب‌سایت جمع‌آوری بازبینی راتن تومیتوز رتبه تأیید ۵۲٪ را با میانگین امتیاز ۶٫۹/۱۰ بر اساس ۳۱ بررسی گزارش کرد.
متاکریتیک، که از میانگین وزنی استفاده می‌کند، بر اساس پنج منتقد، امتیاز ۵۷ از ۱۰۰ را به فیلم اختصاص داد.
آویناش لوهانا از Pinkvilla به این فیلم ۴ از ۵ ستاره داد و نوشت: «براهماسترا نمونه ای کلاسیک از دید دیدار جاه طلبی و تجربه ای همه‌جانبه است که نوید سرگرمی را می‌دهد». آماندیپ نارنگ از ABP News به این فیلم امتیاز ۴ از ۵ ستاره داد و نوشت: «برهماسترا سزاوار احترام و جایگاهش در تاریخ سینمای هند است»
تماشاگران آمریکایی که توسط پست‌ترک نظرسنجی کردند، ۷۰٪ نمره کلی مثبت به فیلم دادند و ۶۰٪ گفتند که قطعاً آن را توصیه می‌کنند.
سایمون آبرامز از درپ اظهار داشت که این فیلم به عنوان یک فانتزی ابرقهرمانی بسیار آشنا بازی می‌کند. کورتنی هوارد از ورایتی این فیلم را «یک شروع پرش وحشیانه سرگرم‌کننده به یک سه‌گانه برنامه‌ریزی شده» نامید و از کارگردانی موکرجی قدردانی کرد: «او قراردادهای ژانر را در هم می‌شکند، زیرا تأثیرات سینمایی غربی به آسانی با جذابیت‌های بالیوودی خالص ترکیب می‌شود.» مایک مک کاهیل از گاردین به فیلم ۳ از ۵ ستاره داد و نوشت: «موکرجی روحیه‌ای سرحال و با چشم‌های درشت را به مدل فیلم‌های ابرقهرمانی می‌آورد. آرک‌ها و ضرب‌های آزموده‌شده را با آهنگ‌های پرتام قابل اجرا، رنگ‌های جذاب و مردمان زیبا آراسته‌است.»

## بازاریابی
برهماسترا: قسمت اول - شیوا یکی از موردانتظارترین فیلم‌های هندی سال ۲۰۲۲ بود. لوگوی عنوان فیلم در ۴ مارس ۲۰۱۹ فاش شد. در همان روز، در ماها شیوارتری در کوم میلا رونمایی شد. از ۱۵۰ پهپاد برای روشن کردن آسمان برای تشکیل آن استفاده شد لوگوی رسمی برهماسترا در ۶ مارس ۲۰۱۹ منتشر شد، در حالی که اس اس راجامولی - که به عنوان مجری فیلم برای نسخه‌های زبان هندی جنوبی آن عمل می‌کند - و دانوش آن را به زبان‌های تلوگو، تامیل، مالایالام و نسخه‌های کانادایی در ۱۲ مارس ۲۰۱۹ منتشر کرد. همچنین در ۱۲ مارس، یک ویدیوی تبلیغاتی از پشت صحنه ساخت موسیقی برای لوگوی حرکتی، با حضور آهنگساز موسیقی فیلم، پریتام ، منتشر شد.